# Tuncay Caliskan
Tuncay Caliskan (* 9. August 1977 in Söke, Türkei) ist ein österreichischer Taekwondoin, der im Federgewicht antrat.

## Erfolge
Er gewann eine Bronzemedaille in der 72-kg-Klasse bei den Weltmeisterschaften 2003 in Garmisch-Partenkirchen und erreichte bei zwei Olympischen Spielen (2000 und 2004) die ersten sieben Plätze. Caliskan ist auch ein vollwertiges Mitglied des TKD Vereins Baden und des österreichischen Taekwondo-Kaders unter Cheftrainer und Meister Mustafa Atalar.
Sein offizielles Debüt im österreichischen Kader gab Caliskan bei den Olympischen Sommerspielen 2000 in Sydney, wo er in der Federgewichtsklasse (68 kg) antrat. Im Auftaktkampf unterlag er dem südkoreanischen Kämpfer und späteren Silbermedaillengewinner Sin Joon-sik mit 3:7, konnte sich dann aber gegen den Russen Aslanbek Dsitijew (0:6) durchsetzen und in den Wiederholungsrunden gegen den Deutschen Aziz Acharki mit 4:4 nach Kampfrichterentscheid gewinnen. Caliskan sicherte sich damit die Chance auf die Bronzemedaille, verpasste diese aber knapp durch eine 2:4-Niederlage gegen den Iraner Hadi Saei und wurde damit Vierter.
Bei den Olympischen Sommerspielen 2004 in Athen qualifizierte sich Caliskan als Zweiter beim europäischen Olympia-Qualifikationsturnier hinter dem Aserbaidschaner Niyamaddin Pashayev für das Federgewicht der Männer (68 kg). In seinem Auftaktkampf lag Caliskan in der dritten Runde gegen Bertrand Gbongou Liango aus der Zentralafrikanischen Republik mit 1:4 zurück, bis er seinen Gegner mit einem Roundhouse-Kick bewusstlos schlug. Nach Caliskans Sieg wurde Liango in ein nahegelegenes Krankenhaus gebracht, wo eine Gehirnerschütterung diagnostiziert wurde. Im Viertelfinalkampf unterlag Caliskan gegen Huang Chih-hsiung aus Chinesisch-Taipeh mit 8:10. Während Huang ins Finale einzog, verpasste Caliskan seine Chance auf eine Medaille durch eine 4:8-Niederlage gegen den Ägypter Tamer Hussein in der Wiederholungsrunde.